# GM-EMD F9
De GM-EMD F9 was een 1.300 kW sterke dieselelektrische locomotief van de Electro-Motive Division van General Motors en General Motors Diesel. Hij was de opvolger van de GM-EMD F7 en werd geproduceerd tussen februari 1953 en mei 1960.
De EMD F9 was een 1.750 pk (1.300 kW) Diesel-elektrische locomotief geproduceerd tussen februari 1953 en mei 1960 door de Electro-Motive Division van General Motors (EMD) en General Motors Diesel (GMD). Hij volgde het F7-model op in GM-EMD's F-eenheid reeks. Laatste montage was in de GM-EMD's fabriek La Grange, Illinois. De F9 werd ook gebouwd in Canada door General Motors Diesel in hun fabriek in London, Ontario. Een totaal van 99 cabine-uitgeruste hoofd eenheden en 156 cabineloze booster B-eenheden werden gebouwd. De F9 was het vijfde model in de GM-EMD's zeer succesvolle "F"-reeks van de cabine eenheid diesel locomotieven. Een F9 kan betrouwbaar onderscheiden worden van een laat-F7 model, enkel door de toevoeging van een extra filter grill voor de patrijspoort op de zijpanelen van de A eenheden. Binnenin wordt door het gebruik van een 567C prime mover de kracht van de F7 zijn 1.500 pk opgevoerd naar 1750 pk. In de tijd dat de cabine eenheden, zoals de F9 werden gebouwd, wisselden de spoorwegen naar de rangeer-stijl locomotief en de F9 werd opgevolgd door de EMD-GP9.